# کرون اتریش
کرون اتریش (به انگلیسی: Austrian krone) یکای پول رایج در کشور اتریش است. مسئولیت کنترل این واحد پولی برعهدهٔ بانک مرکزی اتریش قرار دارد.